# Jamie Lloyd
Jamie Lloyd (1980-1995) est un personnage de fiction apparu dans Halloween 4 : Le Retour de Michael Myers (1988), Halloween 5 : La Revanche de Michael Myers (1989) et Halloween 6 : La Malédiction de Michael Myers (1995). Jamie Lee Curtis a été demandée pour reprendre le rôle de Laurie Strode dans le quatrième film, mais elle refusa. Elle a demandé aux scénaristes d'écrire que son personnage est mort dans un accident de voiture. Le quatrième film est donc centré sur la fille de Laurie, Jamie Lloyd. Comme elle est la fille de Laurie, elle est donc la nièce du tueur en série Michael Myers. Elle a été jouée par Danielle Harris dans Halloween 4 et Halloween 5, puis par J.C. Brandy dans Halloween 6.

## Biographie fictive

### Enfance
Jamie Lloyd est née à Haddonfield, Illinois. Sa mère biologique est Laurie Strode, et son père n'a pas été officiellement révélé.
Il est vaguement expliqué, dans Halloween 4, qu'en fin novembre 1987, ses deux parents meurent dans un accident d'automobile.
Les 11 mois suivants, Jamie va souffrir de cauchemars à propos de son oncle, Michael, qu'elle n'a jamais vu, mais dont elle a déjà entendu parler. Elle bénéficie désormais de l'amour de sa famille adoptive, Richard et Darlene Carruthers et leur fille de 17 ans, Rachel, surtout cette dernière.

### Halloween 4: Le Retour de Michael Myers
Jamie fait des cauchemars au sujet de son oncle, Michael Myers. Elle est le souffre-douleur d'un groupe d'élève de sa classe qui lui disent que son oncle est le croquemitaine. Le 30 octobre 1988, après 10 ans de coma à la suite de l'explosion survenue dans Halloween 2, Michael est transféré hors du Ridgemont Federal Sanitarium jusqu'à Smith's Grove. Lors du trajet, il se réveille et tue les deux médecins ainsi que les deux conducteurs de l'ambulance qui le transportait, puis part à Haddonfield pour aller tuer sa nièce dont il a appris l'existence. 
Apprenant son évasion, le docteur Loomis se rend aussi à Haddonfield pour traquer le tueur.
Fuyant la ville pour échapper au monstre, Jamie se cache avec Rachel dans un pick-up, mais elles sont rattrapées par Michael. Rachel se débarrasse de lui en le renversant avec le pick-up.
Jamie va vers lui et lui touche la main, c'est alors qu'on lui ordonne de s'éloigner de son oncle. La police arrivée sur les lieux, tire plusieurs fois sur Michael, lequel tombe dans le puits d'une ancienne mine.
Plus tard chez sa famille adoptive, Jamie étant possédée par l'esprit de Michael, poignarde sa mère adoptive, heureusement le coup n'est pas mortel.
Quand des cris sont entendus à l'étage, Loomis monte dans les escaliers et voit Jamie tenir une paire de ciseaux ensanglantée.
Le Shérif Ben Meeker empêche Loomis de lui tirer dessus.
Jamie est apparemment consumée par la rage de Michael.

### Halloween 5: La Revanche de Michael Myers
Un an plus tard, Jamie est internée dans une clinique pour enfants à Haddonfield. Elle est devenue maintenant muette et souffre de crises et de cauchemars. Plus tôt dans le film, une brique où il est inscrit " L'enfant du mal doit mourir " est lancée à travers sa chambre.
Quand Michael se réveille après une année de coma, Jamie développe un lien télépathique avec lui. Sensible quand il est près de quelqu'un, Jamie est prise de convulsions quand il tue. Michael tue Rachel, quatre des amis de cette dernière, deux policiers, et le nouveau chien des Carruthers appelé Max puis part ensuite à la recherche de Jamie. Vers la fin du film, Loomis emmène Jamie à la maison d'enfance de Michael. Malgré l'appel du docteur à Michael de combattre sa rage à travers la relation positive avec Jamie, Myers piste sa nièce dans la maison. S'adressant à lui comme son oncle, elle parvient à le contrôler et lui enlever son masque. À la vue de son visage, elle dit « Tu es juste comme moi ».
Aussi quand elle avance pour lui essuyer une larme, il remet son masque et essaie de l'attaquer. Utilisant Jamie comme appât, Loomis attrape Michael dans un filet, lui tire dessus avec des fléchettes tranquillisantes et le bat avec une poutre en bois. Michael est menotté et enfermé dans la prison local avec maximum de sécurité. Ensuite, Jamie est escortée dehors pour être prise en charge. Le mystérieux « Homme en noir » vu brièvement au début du film, arrive au commissariat et commence à tirer à la mitraillette. Jamie rentre à l'intérieur et trouve sept policiers tués et son oncle s'est échappé. La fin du film voit Jamie dire « Nooooooooon ».

### Halloween 6: La Malédiction de Michael Myers
À la fin de Halloween 5, Michael Myers et sa nièce de neuf ans, Jamie, sont censés avoir été tués dans l'incendie d'un commissariat, mais ils ont en fait été enlevés et retenus prisonniers dans un souterrain depuis six ans par un mystérieux homme en noir. Il est révélé qu'il est le leader d'une secte druidique et qu'il s'appelle le docteur Terence Wynn, adjoint du docteur Loomis. Jamie, maintenant âgée de quinze ans donne naissance à un garçon dans la nuit du 30 octobre 1995. Le nom du père est inconnu, mais dans le montage coupé, ce serait Michael le père par insémination artificielle ; mais dans le premier brouillon du script, on décrit une scène où Jamie est violée par Wynn, suggérant qu'il est le père de l'enfant. Loomis et Tommy Doyle dont Laurie Strode était sa babysitter dans Halloween, tentent de secourir Jamie après avoir entendu son appel à l'aide dans une station de radio local. Pendant ce temps, elle cache son bébé, lequel Tommy le trouve et l'appelle Steven.     
Dans la version cinéma, Jamie meurt relativement tôt dans le film, quand Michael l'empale contre une batteuse à blé dans la grange. Alors que dans le montage original, elle était juste blessée et transportée à l'hôpital où plus tard, elle était assassinée par l'homme en noir d'une balle dans la tête.